# 臺灣省政府建設廳樟腦局
臺灣省政府建設廳樟腦局是1948年到1952年之間在臺灣省政府建設廳底下管理樟腦專賣事務的單位，該單位是由建設廳底下的臺灣樟腦公司改組而來，裁撤後其業務轉交由臺灣省菸酒公賣局管理。

## 沿革
二次大戰之後，臺灣總督府專賣局歷經改組成為臺灣省專賣局，樟腦專賣業務改由該局鹽腦科管理；後來在1947年1月鹽腦科改組成「臺灣樟腦公司」，同年5月臺灣樟腦公司從專賣局改隸臺灣省政府建設廳。
1948年3月8日，臺灣樟腦公司改組為樟腦局，管理樟腦專賣事務；1952年3月臺灣區生產事業管理委員會決定裁撤樟腦局，樟腦局於同年11月30日正式裁撤。之後樟腦局業務主要由臺灣省菸酒公賣局接管經營，樟腦局南門工廠在同年12月1日由公賣局接管並改稱「樟腦煉製廠」。不過，山地製腦及樟樹處分的業務由臺灣省政府農林廳林產管理局接管，原樟腦局各地區所管業務及製腦所則分由相關的山林管理所接辦。
之後因樟腦產量減少與民間要求開放樟腦市場的意見，樟腦專賣制度在1967年12月31日宣告結束。